# René Ndjeya
René Brice Ndjeya (Douala, 9 ottobre 1953) è un ex calciatore camerunese, di ruolo difensore.

## Biografia
Al termine della sua carriera calcistica ha lavorato come ferroviere, ricoprendo anche il ruolo di osservatore per l'Union Douala.

## Carriera

### Nazionale
Con la Nazionale camerunese ha preso parte ai Mondiale del 1982 in Spagna ed ha vinto la Coppa d'Africa nel 1984.